# سيرينا بي. ميلر
سيرينا بي. ميلر (بالإنجليزية: Serena B. Miller)‏ (20 يناير 1950، بورتسموث في الولايات المتحدة)؛ روائية أمريكية.

## روابط خارجية
- سيرينا بي. ميلر على موقع IMDb (الإنجليزية)
- سيرينا بي. ميلر على موقع قاعدة بيانات الفيلم (الإنجليزية)